# Mike Wedgwood
Mike Wedgwood (Derby, 19 maggio 1950) è un bassista britannico,conosciuto prevalentemente per la sua militanza nelle band rock progressivo Caravan e Curved Air.

## Biografia
Iniziata l'attività di musicista sul finire degli anni sessanta, dopo un periodo di militanza band Arthur's Mother 1971-1972 si unì ai Curved Air nel 1972, e suonò nel loro terzo album Phantasmagoria, e nel successivo Air Cut.
Dopo aver suonato nella band di supporto di Kiki Dee durante il tour di Elton John per promuovere l'album Yellow Brick Road, e aver registrato la canzone "Hard Luck Story", si unì ai Caravan nel 1974, rimanendo nella band fino al 1976, suonando negli album Cunning Stunts e Blind Dog at St. Dunstans.
Ha inoltre collaborato con Gordon Haskell dal 1993 al 1995.

## Discografia

### Album solisti
- 1993 - Place Like This

### Con i Caravan
- 1975 - Cunning Stunts
- 1976 - Blind Dog at St. Dunstans

### Con i Curved Air
- 1972 - Phantasmagoria
- 1973 - Air Cut

### Collaborazioni
- 1973 - Food of Love - Yvonne Ellmann
- 1974 - Confessions of Doctor Dreams and Other Stories - Kevin Ayers
- 1975 - Mad Dog - John Entwistle
- 1994 - Vast Empty Space - Todd Dillingham